# Hirpicium diffusum
Hirpicium diffusum là một loài thực vật có hoa trong họ Cúc. Loài này được (O.Hoffm.) Roessler mô tả khoa học đầu tiên năm 1959.